# Enytus ericeti
Enytus ericeti là một loài tò vò trong họ Ichneumonidae.